# گرجی‌سرا
گرجی سرا، روستایی است از توابع بخش سلمانشهر شهرستان عباس آباد در استان مازندران ایران.

## جمعیت
این روستا در دهستان کلارآباد غربی قرار دارد و براَساسِ سرشماری مرکز آمار ایران در سال ۱۳۹۵، جمعیت آن ۶۰۳ نفر (۱۹۱ خانوار) بوده‌است.  مردم گرجی سرا از قومیت طبری هستند مردم گرجی سرا به زبان طبری (مازندرانی) سخن می‌گویند.